# Personaggi di Ned - Scuola di sopravvivenza
Questa è la lista dei personaggi di Ned - Scuola di sopravvivenza.

## Personaggi principali
- Ned Bigby: Ned Bigby è un ragazzo sveglio che frequenta la scuola media "James K. Polk" ed è il protagonista. È un fifone e pauroso, infatti ha paura dei bulli della Polk e dei loro amici. Quando entra per sbaglio nel bagno delle ragazze decide di scrivere una guida con tantissimi consigli per aiutare i compagni. Nonostante sia molto intelligente, non è un bravo studente, infatti i suoi consigli non servono per migliorare, e più volte rischia di essere bocciato, ma grazie alle sue iniziative riesce sempre a cavarsela. I suoi migliori amici sono Jennifer Anne Mosely (che chiama Moze) e Simon Nelson Cook (che chiama Cookie), con cui condivide tutti i suoi problemi. Dalla prima media è innamorato pazzo di Suzie Crabgrass, una sua compagna di classe conosciuta in quarta elementare, e nella terza stagione della serie riesce anche a fidanzarsi con lei, ma poi capirà di essere innamorato di Moze. Il suo più grande aiuto è il bidello Gordy, che lo appoggia in ogni suo problema. Molto spesso si trova nei guai con i suoi insegnanti e con il vicepreside a causa dei suoi consigli.

- Jennifer Anne Mosely (Moze): Jennifer Anne Mosely, chiamata dagli amici Moze, è la migliore amica di Ned Bigby e Simon Nelson Cook (Cookie). È una dei protagonisti della serie. Non è una ragazza molto femminile, ama giocare a pallavolo, ed è il capitano della sua squadra. La sua materia preferita è falegnameria, ma le piace moltissimo anche la matematica. Nella prima stagione è innamorata di Seth Powers, con cui, nella seconda stagione, avrà una breve relazione. Nella seconda stagione diventa la migliore amica di Suzie Crabgrass, con cui, nella prima stagione, è rivale. Dopo un bacio accidentale con Ned, capisce di essere innamorata di lui. Nella terza stagione Moze e Ned, mentre Suzie, la sua fidanzata, è in altro stato con suo padre, si baciano altre volte, senza mai mettersi insieme ufficialmente. Nella terza stagione si fidanzerà con un nuovo studente chiamato Fayman Porchin, che nel terz'ultimo episodio ripartirà per la sua terra natale, il Brasile. Jennifer bacerà anche Billy Loomer, l'ex di Suzie, per ingelosire Ned ma nell'ultimo episodio riuscirà a fidanzarsi con quest'ultimo. Come i suoi amici, chiede molte volte l'aiuto del bidello Gordy. Instaura un bel rapporto con la coach Dirga, la sua allenatrice di pallavolo, il prof. Chopsaw, l'insegnante di falegnameria, che la tratta come una figlia e il prof. Wright.

- Simon Nelson Cook (Cookie): Simon Nelson Cook, conosciuto soprattutto come Cookie, è uno dei protagonisti della serie. È un genio dell'informatica e anche un buono studente, infatti crea molti congegni per superare le difficoltà (anche se poi si rivelano disastrosi o tanto inutili) e viene più volte paragonato a un cyborg. I suoi occhiali sono collegati a un PC che permette di accedere a tutte le informazioni dei computer della scuola. I suoi migliori amici sono Ned Bigby, al quale chiede sempre aiuto, e Jennifer Mosely. Nelle prime due stagioni cerca sempre di evitare le attenzioni di Lisa Zemo e inoltre nella seconda stagione ha una fidanzata, Vanessa, una ragazza carina e gentile che frequenta il terzo anno (frequenta anche il corso di algebra con Cookie); poi lo lascerà al ballo di fine anno perché è venuto anche con Lisa (dal momento che gli aveva regalato un bel maglione colorato e dei dischi di musica). Nella terza stagione, quando Lisa cambia completamente il suo look, è lui a corteggiarla utilmente. Sempre nella terza stagione conosce anche la sua acerrima rivale Evelyn Kwong, che cerca continuamente di sfidarlo per diventare la studentessa numero uno della scuola. Nell'ultimo episodio Evelyn si fidanzerà con Seth e Cookie riuscirà a prendersi un appuntamento. Nella terza stagione cerca sempre di farsi notare da Lisa isolando da lei gli altri corteggiatori (tra cui anche Martin e Testa di Cocco) ma alla fine capisce che ciò che sta facendo è sbagliato. Inoltre, sempre nella terza stagione, sempre per stare con Lisa, si traveste da ragazza e così appare il suo alter ego femminile, "Simone", di cui Billy si innamora per il suo sapere per il basket e per le moto. "Simone" appare in soli tre episodi della terza stagione.
- Gordon Rockfeg (Gordy): Gordon "Gordy" Rockfeg è il bidello della James K. Polk. È uno dei protagonisti della serie. Ogni scusa è buona per poltrire durante le ore di lavoro invece di pulire, spazzare e strofinare. Di solito, quando non vuole pulire o sistemare qualcosa dice: "Lo farà il bidello notturno!". Aiuta sempre Ned nei suoi piani ed è lui che lo incoraggia a metterli in atto. Indossa spesso un completo da bidello blu, anche se a volte mette una tuta gialla e una maschera con visiera per i servizi igienici ed è il nascondiglio perfetto per Ned e i suoi amici quando non si vogliono far trovare. Il suo vero nome non viene mai detto nella serie, ma è scritto sul romanzo che Gordy consiglia di leggere a Ned, quando ha bisogno di un vero libro per la sua presentazione nel secondo episodio della terza stagione. Nella terza stagione compare nella sigla iniziale e viene accreditato come personaggio secondario principale della serie. Ha anche una sorella.

## Personaggi secondari e ricorrenti
- Lisa Zemo: Lisa Zemo è una ragazza nuova alla scuola James K. Polk. Ha un'inguaribile sinusite ed è piena di allergie (infatti nell'episodio della seconda stagione "I lunedì” , quando è a mensa con Testa di Cocco, afferma di essere allergica a cani, gatti, dolci, fiori e cavoli) e porta gli occhiali. Il suo olfatto è ridotto al 20%, cioè al minimo, quindi viene evitata da tutti, nonostante sia una ragazza dolce e gentile, ma soprattutto una buona amica e alleata, infatti nella seconda stagione diventa persino amica di Suzie Crabgrass. Inoltre è profondamente innamorata di Cookie e cerca sempre di conquistarlo in ogni modo fino alla fine della seconda serie, quando capisce che lui la considera solo un'amica. Nella terza stagione si trasforma completamente, infatti inizia a vestirsi alla moda, toglie gli occhiali mettendo le lenti a contatto, cambia pettinatura e le sparisce la sinusite (anche se nell'episodio della terza stagione "Sentire la primavera" le ritorna per poi riscomparire), diventando così un vero e proprio idolo per i ragazzi (dimostrato dal fatto che vengono creati un calendario ed una rivista su di lei). Alla fine della terza stagione (precisamente nell'ultimo episodio, ovvero la fine della serie, "Gite, permessi, segni e donnole"), corteggia anche Cookie invitandolo a mangiare una pizza con lei, dopo averlo visto all'opera nei panni di Steeleagle.

- Susan Crabgrass (Suzie): Susan "Suzie" Crabgrass è una bravissima studentessa della scuola. Durante la prima stagione ha una breve relazione con Seth Powers, ragazzo più "in" della scuola. Durante l'ultimo episodio della prima serie si mette insieme a Billy Loomer. Nella seconda stagione è lei che dà il primo vero bacio a Ned, durante una pausa della sua relazione con Billy. Verso la fine della seconda stagione si fidanza con Ned e continuano la loro relazione anche quando lei si trasferirà in un altro stato per stare con suo padre. Quando torna alla Polk, non sa ancora che Ned si è innamorato di Moze (anche se provava ancora qualcosa per lei) dato che lui non l'aveva mai detto quando parlavano al telefono. Alla fine della terza stagione ritorna insieme a Billy. Durante la seconda stagione diventa la migliore amica di Moze, anche se nella prima si detestavano. Il suo vero nome si scopre nella prima parte dell'ultimo episodio della terza stagione quando Loomer afferma di essere cambiato.

- Seth Powers: Da molti considerato il più bel ragazzo della scuola, dopo Doug Sexson. Prova un vero e proprio amore verso la pallacanestro; lo si vede sempre con un pallone da basket che riesce a far girare vorticosamente sulle dita della mano destra. Proprio per questa sua ossessione, in una puntata viene "costretto" dalla madre a trovare altri interessi oltre al basket, che altrimenti gli avrebbe bucato il pallone. Ha un carattere un po' strano e a volte sembra un po' stupido. Inoltre è sempre vestito con la tuta della squadra di basket della scuola. Cerca sempre di creare poesie in rime. Alla fine si fidanzerà con Evelyn Kwong.

- Claire Sawyer: Claire è l'avvocato degli studenti della Polk: infatti, non è raro che la "ingaggino" per risolvere le "questioni legali" all'interno della scuola. La frase che dice ogni volta che compare è: "Claire Sawyer, futuro avvocato". La si vede sorridere raramente. Ned, Cookie e Moze la conoscono dall'asilo. È brava e laboriosa in quello che fa. Il ragazzo "con lo zaino"(chiamato così per i suoi zaini bellissimi) è innamorato di lei, ma non è ricambiato.

- William Billy Loomer: William Loomer Billy è il bullo della scuola. Ha una sorella che va in terza, Kelly (anch'essa è una bulla); le vuole molto bene e infatti la protegge, dato che anche lei ricambia. Fin dalla prima stagione ha una cotta per Moze anche se nella seconda stagione si fidanza con Suzie Crabgrass e anche con Missy Meany, ma poi si lascia con entrambe; successivamente alla fine della terza stagione lui e Suzie tornano insieme, anche se Loomer è ancora innamorato di Moze, che però non ricambia. Si diverte facendo scherzi a Ned, Cookie, Testa di Cocco e Martin, anche se in più di un'occasione si rivela loro amico e si allea con loro in situazioni impreviste. Nell'episodio finale, per piacere a Moze, cambia il suo look ed il suo carattere, diventando educato perfino con Testa di Cocco.

- Faymen Phorchin: Faymen Phorchin è uno studente nuovo della Polk, apparso nella terza stagione. È di origine brasiliana, è una promessa del calcio brasiliano ed in un episodio si vedono i suoi genitori alla Polk. Diventerà il fidanzato di Moze. È bravo in molte cose che fa ad esempio a ballare ma non è per niente bravo a baciare. Ha un cane che si vede solo nell'episodio "Guide per i party". Nell'episodio "fare nuove amicizie" ammette di essere un bugiardo e di non essere perfetto come sembra. Partirà di nuovo per il Brasile a tre episodi dalla fine per una chiamata della nazionale giovanile brasiliana.

- Evelyn Kwong: Evelyn Kwong è la nemica-rivale numero uno di Cookie all'interno della Polk apparsa dalla terza stagione della serie. Eccelle in ogni materia ed è anche molto astuta. Oltre che suo acerrimo nemico, Cookie è anche il suo amore, anche se il ragazzo fa di tutto per evitarla. Non è molto popolare poiché perde facilmente la pazienza e urla sempre. A fine serie, mentre sta cercando di conquistare Cookie, Seth si rende conto della sua bravura nel basket e le chiede di uscire con lui e lei accetta, tornando ad essere amica.

- Doris Trembley: Doris Trembley è una ragazza violenta ed aggressiva che ha una cotta per Ned ed è molto gelosa di Moze poiché sono rivali in amore. È la leader del "Trio delle Streghe" formato da lei e dalle sue amiche Katie e Lakisha. Dice molte bugie tanto che Sweeney l'ha messa nella lista dei ragazzi che i supplenti non devono ascoltare. Appare soltanto nelle prime due stagioni mentre nella terza non si sa niente di lei e delle sue amiche.

- Peter Scholl (Testa di Cocco): "Testa di Cocco" è uno studente della Polk, amico di Ned, Cookie e Moze ed è presente in tutte le stagioni della serie. Il suo vero nome è Peter Scholl ma viene sempre chiamato così sia dagli amici che dagli insegnanti per la sua strana pettinatura. Sta sempre insieme a Martin ed anche lui si innamora di Lisa Zemo. In un episodio si capisce che è positivo e che non ha paura dei lunedì come gli altri. È da sempre la vittima preferita degli scherzi di Loomer, ma col tempo sembra che sia abituato. È sempre pronto ad aiutare Ned e Cookie nelle loro missioni e non esita a chiedere il loro aiuto. Nell'episodio della seconda stagione "San Valentino" ammette di essere innamorato del "Trio delle Streghe".

- Jerry Crony e Buzz Rodriguez: Sono i due amici di Loomer, anche loro bulli. Crony è molto estroverso, è innamorato di Missy e fa parte del club del cucito del prof. Monroe. Si vergogna molto a confessare questo segreto agli altri, perché il club del cucito è adatto per ragazze e non per ragazzi. Ma nell'episodio "Segreti" cerca di confessarlo a tutta la scuola, senza però riuscirci. Buzz invece non parla praticamente mai, ma nell'episodio della terza stagione "Il volontariato" parla brevemente di fronte a Moze, Billy e Crony. Nel primo episodio della seconda stagione diventano spalle di Cookie, per poi ritornare da Loomer nonostante il loro tradimento.

- Chandra Taylor: Chandra, l'amica di Moze, non appare molto nelle tre serie. Fa parte del gruppo delle cheerleader insieme a Missy, ma al contrario di quest'ultima è sempre gentile con i ragazzi meno popolari (la si vede spesso oltre che insieme a Moze, anche insieme a Lisa, Martin e Testa di Cocco).

- Melissa Meany (Missy): Da tutti considerata la ragazza più bella della scuola. È carina e femminile ma ha un pessimo carattere ed è molto gelosa. Appare dalla seconda stagione dove si vede che odia Ned, Moze e chiunque consideri al di sotto di lei. Nella terza stagione invece è innamorata di Ned e cerca sempre di baciarlo, soprattutto nell'episodio "Sentire la primavera" della terza stagione.

- Timothy (Timmy) Toot - Toot: Timothy "Timmy" Toot - Toot è uno studente della Polk che compare in pochi episodi; è vestito sempre in modo ordinato e in genere lo si vede con uno zaino sulle spalle. Timmy Toot - Toot ha questo nome perché ogni volta che dice "Toot - Toot!" spara una potente scoreggia che lascia dietro di lui una puzza estrema. Gli altri studenti sembrano essere molto timorosi di lui perché è in grado di sparare le sue scoregge ogni volta che vuole semplicemente girandosi ed esclamando "Toot - Toot!". Timmy è molto orgoglioso di questa sua abilità considerandola un superpotere, infatti grazie al suo potere può evitare le code, sedersi dove vuole al cinema e sbarazzarsi di chiunque lui voglia. Timmy usa questo potere ad esempio contro Rose, la signora della mensa, che, dovendo fuggire per la puzza, permette a lui e a Cookie di rubare i fagioli. Le sue scoregge oltre a sprigionare una puzza enorme sono anche molto potenti tanto da far volare fogli di carta dietro di sé e addirittura scaraventare Ned fuori dal bagno.

- Albert Wormenheimer: È il secchione della scuola; va bene in tutte le materie, in particolare Matematica. È un po' strano e parla quasi sempre con una "voce interiore" che solo lui sente. Non è molto popolare (anche se è lui che ha creato la lista di popolarità settimanale, con il nickname: A. Wormenheitor) e ha pochi amici, anche perché ha la cattiva abitudine di scaccolarsi. Oltre che a essere un secchione è anche molto ordinato e metodico in tutto quello che fa. A volte chiede aiuto a Ned chiedendogli dei consigli tratti dalla guida. Fa parte del club "'G.E.E.K." e, proprio in quel club, farà entrare Ned nelle vesti di "Den Ybgib".

- Martin Qwerly: Martin Qwerly è uno studente della Polk, uno dei migliori amici di Ned, Cookie e Moze. Sta sempre insieme a Testa di Cocco e anche lui è spesso vittima degli scherzi di Loomer. Parla moltissimo, non finisce mai di parlare con chiunque si trovi e parla di qualunque argomento. È un ragazzo gentile e disponibile, ma viene evitato da tutti, a volte anche da Ned, proprio a causa del suo parlare. Nella terza stagione anche lui si innamora di Lisa Zemo e diventa rivale di Cookie in amore. Gli altri, quando non lo vogliono sentire parlare, mettono delle loro sagome, così lui parla con queste false identità senza accorgersi di ciò.

- Stacy e Tracy Oboe: Le gemelle Oboe (Stacy e Tracy) sono sempre molto timide e non parlano con nessuno, fino all'episodio Timidezza, in cui Ned e Moze cercheranno di aiutarle a sconfiggere la timidezza, poiché Ned vuole Stacy come fidanzata e Moze vuole Tracy come migliore amica. Entrambi falliscono, poiché Tracy non ha una sua personalità e tende a copiare quella della sorella o (se assente) quelle degli altri (copierà il look e le personalità di Moze, Lisa, Seth e Ned, venendo soprannominata Troze, Trisa, Treth e Tred) e Stacy verrà invitata ad uscire da Seth, prima che lo faccia Ned.

- Zippy Brewster: È un ragazzo normale che si vede in vari episodi delle stagioni; è biondo e si veste normalmente, ma non parla mai durante la serie. Anche lui è vittima degli scherzi di Loomer. Anche se non sembra è molto amico di Ned, Moze e Cookie e partecipa spesso ai loro piani. Adora festeggiare, infatti lo si vede sempre alle feste scolastiche e interscolastiche, ed è un bravo ballerino. Adora il "gioco della bottiglia".

- Vanessa: È una ragazza che compare solo nella seconda stagione. Cookie ha una cotta per lei solo che Vanessa è in terza mentre lui è in seconda così finge di essere in terza anche lui e, quando alla fine va in fumo tutto, Vanessa gli da una seconda chance. Al ballo scolastico però lei e Lisa Zemo scoprono che Cookie era il cavaliere di tutte e due così entrambe lo piantano in asso. Alla fine  Cookie balla con Lisa poiché la considerava solo un'amica.

- Ragazzo con lo zaino: Il "ragazzo con lo zaino" si chiama così poiché nel suo armadietto, come visto nell'episodio Gli zainetti, ci sta un nascondiglio che possiede zaini di tutti i tipi. Non si conosce il suo vero nome ed è innamorato di Claire Sawyer, ma non è ricambiato.

## Amministratori e professori della scuola
- Irving Pal: Irving Pal è il preside e successivamente insegnante della scuola J. Polk dove è ambientata la serie. Anche se è da sempre il preside della Polk, compare solo dalla terza stagione nell'episodio I Presidi. Qui è già alla fine della sua carriera, infatti vuole andare in pensione e non riesce più a badare alla scuola. Lascia il posto di preside al signor Wright, che ottiene il posto dopo varie battaglie con Crubbs. Pochi episodi dopo, in Studi sociali, Pal prende il posto di insegnante di studi sociali fino al termine della serie.

- Benjamin Harvey Crubbs: Benjamin Harvey Crubbs, meglio conosciuto come "Vicepreside Crubbs", appare dalla seconda stagione ed è il vicepreside della scuola J. Polk dove è ambientata la serie. Il suo compito è far rispettare le regole a studenti e insegnanti, per questo viene chiamato Sceriffo Crubbs. Indossa sempre giacca e pantaloni bianchi e porta sempre con sé uno o più paia di occhiali da sole che si mette per spaventare gli studenti. È molto autoritario ma alla fine vuole bene agli studenti e la sua ambizione è diventare preside per cambiare le leggi. Molte volte si trova a dover mandare all'aria i piani di Ned Bigby e a dover obbligare Gordy a lavorare. Ha una passione per i pesci d'aprile, per i fenicotteri (infatti nel suo studio c'è un telefono a forma di fenicottero) e per le ciambelline allo zucchero. Da giovane voleva diventare un famoso detective a Miami, infatti il personaggio si ispira al celebre telefilm "Miami Vice" da cui prende ispirazione anche l'abbigliamento. Inoltre il cognome Crubbs altro non è che l'unione di "Crockett" e "Tubbs", i due protagonisti della serie.

- Alistair Wright: Alistair Wright, Meglio conosciuto come Prof. Wright o Sig. Wright è un insegnante della Polk dove è ambientata la serie. Diventerà preside dopo varie battaglie con Crubbs. È molto calmo e bravo, ma è comunque uno degli insegnanti migliori. Vuole molto bene ai ragazzi, in particolare a Moze e Cookie. È laureato in pedagogia ad Harvard.

- Joy Dirga: È l'insegnante di ginnastica della Polk. È molto autoritaria, burbera e seria e cerca sempre di stremare Cookie. Anche se nel corso della serie non lo dimostra molto, vuole bene agli studenti, in particolare a Moze per via della sua grande bravura nella pallavolo.

- Jeremy Monroe: Jeremy Monroe, più comunemente Mr. Monroe, è l'insegnante di Scienza della vita della scuola James Polk dov'è ambientata la serie. Ha dei comportamenti molto effemminati e alquanto strambi, ma è comunque uno degli insegnanti più amati dagli studenti. Indossa sempre maglioni di lana con strani disegni sopra e porta gli occhiali. È anche il presidente e fondatore del Club del Cucito e il responsabile del Giornalino della scuola; è anche stato capitano della squadra di basket e qui si scopre che ha un grande talento nella pallacanestro. Si batte sempre per difendere gli studenti e prova una particolare simpatia per Ned Bigby e per Cookie con cui partecipa a varie avventure. Appare dalle prime puntate della prima stagione per poi scomparire improvvisamente a metà della seconda. Riappare poi in due episodi alla fine della terza stagione, dove si viene a sapere che era andato in Antartide.

- Timothy Sweeney: Timothy Sweeney, più comunemente Mr. Sweeney è l'insegnante di scienze della scuola J. Polk dove è ambientata la serie. Viene chiamato da tutti gli studenti come "L'Infido Sweeney" per la sua grande cattiveria, ma in realtà vuole molto bene ai ragazzi e cerca di aiutarli ad andare bene. Indossa sempre delle camicie di color bianco e cravatte dei più vari colori e porta gli occhiali. Molte volte si trova a dover fronteggiare gli scherzi di Gordy e di Ned Bigby, chiamando quest'ultimo, il più delle volte, per cognome solo o come "signor Bigby", ma è proprio a quest'ultimo che è molto affezionato. È anche il responsabile della sicurezza dei corridoi. Il suo nome non viene mai pronunciato.

- Dusty Chopsaw: Dusty Chopsaw è l'insegnante di falegnameria della Polk. Prova un vero amore per il legno: infatti considera tutti i suoi lavori come figli. Perde molto spesso la pazienza e viene considerato pazzo da molti studenti. È l'insegnante preferito di Moze e anche lui prova una fortissima simpatia per la ragazza, tanto da considerarla come una figlia, che considera la sua migliore allieva. È lui che fa capire a Ned che Moze è innamorata di lui.

- Tina Xavier: Tina Xavier è l'insegnante di algebra e matematica della scuola J. Polk e appare dall'episodio "Matematica" della seconda stagione e viene dalla Germania dell'Est. È innamorata di Gordy, definendolo "bellissimo uomo di pulizie", ma non è per niente ricambiata nonostante il suo carattere infido. Ogni mattina va a scuola in bici per mantenersi in forma. La sua frase più famosa (ripetuta nel primo episodio in cui compare) è "Zenza matematica, noi ezzere ancora cavernicoli che mangiare carne cruda con mani!" che, dall'accento tedesco significa "Senza la matematica, saremmo ancora dei cavernicoli che mangiano la carne cruda con le mani!"

- Simon Lowe: Simon Lowe appare in vari episodi come psicologo della scuola. È caratterizzato dall'indossare degli occhiali a fondo di bottiglia e da un carattere così calmo da farlo sembrare mezzo addormentato. Teme particolarmente il vicepreside Crubbs.

- I-Teacher: I-Teacher è la nuova insegnante d'Inglese della scuola J. Polk che compare dalla terza stagione. Insegna in collegamento da casa grazie alla webcam, quindi non è mai presente di persona ma può spostarsi da un computer all'altro per svolgere il suo lavoro. All'inizio si mostra molto arrabbiata e autoritaria per non farsi spaventare dagli studenti come (da quel che dice) è già successo quando insegnava di presenza, ma poi si svela essere molto comprensiva nei loro confronti.

- Harry Compover: Harry Compover è l'insegnante di musica della scuola J. Polk e nella serie non viene mai nominato per nome. Nella terza stagione si scopre che insegna anche al liceo. Nella prima stagione nell'episodio "i professori" insegna lingua nella classe di Cookie.

- Prof. Kwest: È il professore di Informatica della scuola media J. Polk. È anche il fondatore del club di "giochi fantasy" (a cui nella seconda stagione partecipano Moze e Suzie) ed anche del sito della scuola. Nella terza stagione guida lo scuolabus.